# میدو گلید (واشینگتن)
میدو گلید (به انگلیسی: Meadow Glade) یک منطقهٔ مسکونی در ایالات متحده آمریکا است که در شهرستان کلارک، واشینگتن واقع شده‌است. میدو گلید ۱۰٫۰ کیلومتر مربع مساحت و ۲٬۵۴۱ نفر جمعیت دارد و ۸۶ متر بالاتر از سطح دریا واقع شده‌است.